# Johan Meyer
Johan Gert Meyer (Port Elizabeth, 26 febbraio 1993) è un rugbista a 15 sudafricano, attivo nel ruolo di terza linea ala delle Zebre in Pro14 e dal 2018 internazionale per l'Italia.

## Biografia
Meyer cominciò a giocare a livello giovanile con i Border Bulldogs, fino ad approdare nel 2012 ai Natal Sharks con cui disputò la Vodacom Cup e con cui in seguito collezionò nel 2014 pure cinque presenze in Currie Cup.
Nel 2015 Meyer si trasferì in Italia per giocare con la franchigia delle Zebre impegnata nel Pro12. Completati i tre anni di residenza divenne eleggibile per la nazionale italiana e il C.T. Conor O'Shea lo fece debuttare il 3 novembre 2018 schierandolo titolare nel test match perso 54-7 contro l'Irlanda a Chicago.